# Semana de la Moda de Milán

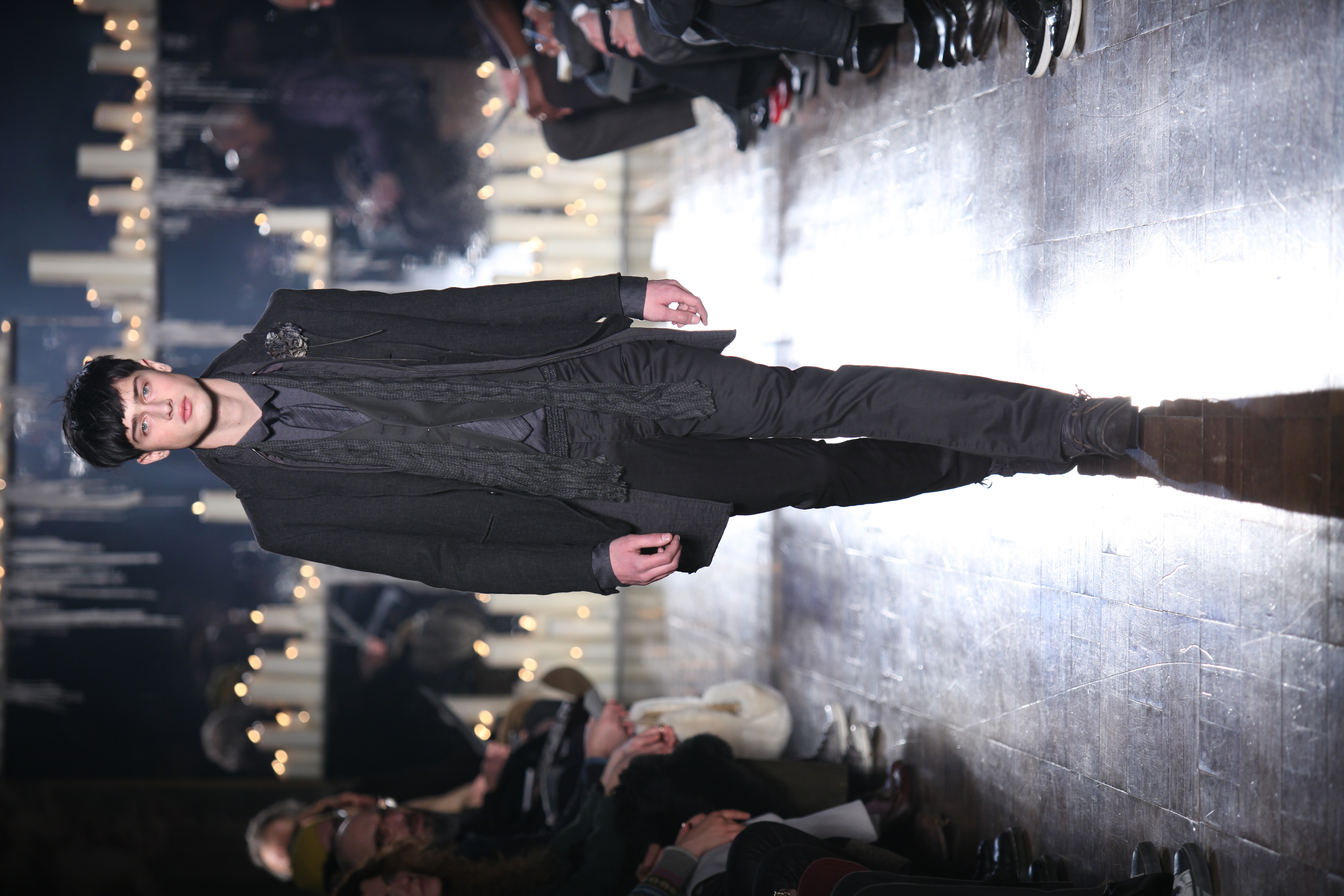
Colecciones otoño-invierno 2010 (modelo John Varvatos).

La Semana de la Moda de Milán(Milan Fashion Week en inglés), (Settimana della moda en italiano) es un evento de moda que tiene lugar dos veces al año (septiembre-octubre y enero-febrero) en Milán (Italia), desde 1958. La duración media es de una semana. En ella son presentadas las temporadas de otoño-invierno y primavera-verano.

## Su particularidad
A diferencia de las Semanas de la Moda en Londres, París o Nueva York, las Semanas de la Moda de Milán solo presentan a las grandes casas italianas, que ofrecen piezas concebidas particularmente para la noche. Los diseñadores se esmeran en trabajar con materiales lujosos y estilos suntuosos. Por ejemplo, casas como Gucci, Prada, Versace y Giorgio Armani están presentes en la Semana de la Moda de Milán. Los desfiles tienen lugar en lugares milaneses notables, como la Rotonda della Besana el Palacio Real de Milán o el Palazzo Serbelloni.
El organizador de la Semana de la Moda de Milán es la asociación Cámara Nacional de la Moda Italiana, basada en el trabajo voluntario, que destaca a los jóvenes diseñadores italianos para promover la moda italiana. Esta asociación, responsable de todos los desfiles y eventos que giran en torno a la moda en Milán, fue creada el 11 de junio de 1958.

## Su economía
El impacto económico de las Fashion Weeks es muy grande. En efecto, según Pascal Morant, presidente ejecutivo de la federación francesa de la costura y creadores de moda: Generan 1 200 millones de euros de repercusiones económicas anuales y 10 300 millones de euros en términos de transacciones comerciales». Solo para la ciudad de Milán, las repercusiones económicas ascienden a 64 millones de euros. 
Para realizar este cálculo, FashionUnited contabilizó el total de los gastos de hoteles, restauración, IVA (Impuesto sobre el Valor Añadido), los gastos de estancia y los impuestos de las sociedades gastados durante esta semana. Por otra parte, esta Semana de la moda es la 13.ª (decimotercera) en la clasificación de las que más rinden; en cabeza se encuentra la de Nueva York, que genera 540 millones de euros.